# Arash

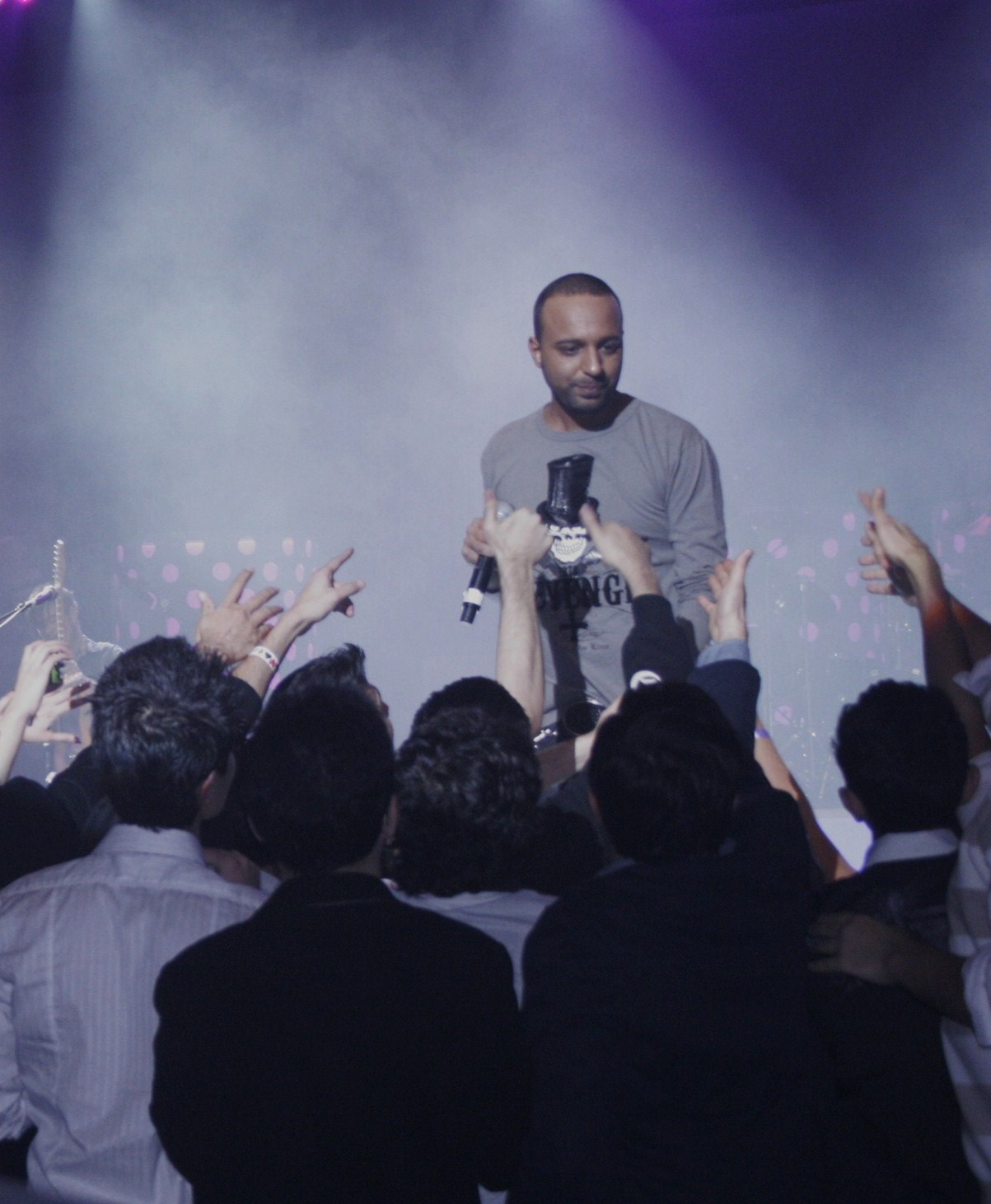
Arash în Las Vegas

Alex Arash Labaf (în persană آرش لباف, n. 23 aprilie 1977) este un cântăreț, entertainer și producător iraniano-suedez.

## Biografie
Arash Labaf s-a născut în Teheran, Iran. La vârsta de 10 ani, el și familia lui s-au mutat în Suedia, unde locuiește și acum. Într-un interviu acordat pentru BBC Persian Television, a spus că mama lui este din orașul Shiraz, iar tatăl lui din Isfahan.

## Legături externe
- Official website
- Arash at MySpace
- Arashfans.com Arhivat în 21 octombrie 2016, la Wayback Machine.
- Official forum Arhivat în 21 octombrie 2010, la Wayback Machine.
- Arash at warnermusic.de
- Arash la Internet Movie Database
- Arash la Internet Movie Database  (2)
- Chori Chori clip (captured in Poprad, Slovacia)